# Chlamydia trachomatis
Chlamydia trachomatis — один з трьох видів бактерій роду Chlamydia, родини Chlamydiaceae, класу Chlamydiae, типу Chlamydiae (до кожного з цих таксонів використовується термін «хламідії»). C. trachomatis знайдений тільки в клітинах людини. Спричинює захворювання, відомі під загальною назвою хламідіоз:
У чоловіків
- Простатит
- Епідидиміт

У жінок
- Цервіцит
- Запальні захворювання органів малого таза
- Передчасне народження
- Зміщена вагітність
- Тазовий біль, хронічний або гострий
- Інфекція ока або легень новонароджених

У обох статей
- Трахома
- Уретрит
- Безпліддя
- Проктит
- Реактивний артрит

C. trachomatis також був виявлений у деяких хворих на синдром скронево-нижньощелепного суглобу (англ. temporomandibular joint syndrome, TMJ). Більшість цих хвороб лікуються такими антибіотиками як азитроміцин або доксициклін.
C. trachomatis був першою хламідією, виявленою у людини. Цей вид поділяється на два біовари: trachoma і lymphogranuloma venereum (LGV). Багато, але не все, лінії C. trachomatis мають екстрахромосомну плазміду. Види Chlamydia легко ідентифікуються і відрізняються від інших хламідій за допомогою ПЛР їх ДНК. Більшість ліній C. trachomatis зв'язуються з моноклональними антитілами (mAbs) через приєднання до антигенного детермінанту в VS4 області головного зовнішнього мембранного білка (англ. major outer membrane protein, MOMP). Проте, ці антитіла також реагують з двома іншими видами Chlamydia: Chlamydia suis і Chlamydia muridarum.